# Cathetus euthysticha
Cathetus euthysticha är en fjärilsart som beskrevs av Turner 1911. Cathetus euthysticha ingår i släktet Cathetus och familjen Uraniidae. Inga underarter finns listade i Catalogue of Life.